# Communauté de communes de l'Uzège
Communauté de communes de l'Uzège je společenství obcí (communauté de communes) v departementu Gard v regionu Languedoc-Roussillon. Vzniklo 17. prosince 2001. Sídlem je obec Uzès.

## Členské obce
- Aigaliers
- Arpaillargues-et-Aureillac
- Blauzac
- Flaux
- La Capelle-et-Masmolène
- Montaren-et-Saint-Médiers
- Saint-Hippolyte-de-Montaigu
- Saint-Maximin
- Saint-Quentin-la-Poterie
- Saint-Siffret
- Saint-Victor-des-Oules
- Sanilhac-Sagriès
- Serviers-et-Labaume
- Uzès
- Vallabrix